# Strahinja Stojačić
Strahinja Stojačić (in serbo Страхиња Стојачић?; Novi Sad, 15 luglio 1992) è un cestista serbo.

## Carriera
Soprannominato Doctor Strange, è stato scelto come MVP della stagione regolare del FIBA 3x3 World Tour 2022; gioca con Ub Huishan NE, con cui ha vinto tre titoli MVP nelle quattro tappe vinte dalla sua squadra. Anche nella regular season 2023 del World Tour è stato scelto come MVP, titolo che replica nelle finali di Gedda, vinte con gli Ub Huishan NE.